# N-Methyl-N-nitroso-1-propanamin
N-Methyl-N-nitroso-1-propanamin ist eine chemische Verbindung aus der Gruppe der Nitrosamine.

## Vorkommen
N-Methyl-N-nitroso-1-propanamin wurde in Tabak, Tabakrauch und als unerwünschte Verunreinigung in Kosmetika (wie Shampoos) und Haushaltsprodukten nachgewiesen.

## Sicherheitshinweise
N-Methyl-N-nitroso-1-propanamin wirkt carcinogen und teratogen.

## Regulierung
Über den Safe Drinking Water and Toxic Enforcement Act of 1986 besteht in Kalifornien seit dem 26. Dezember 2014 eine Kennzeichnungspflicht für Produkte, die N-Methyl-N-nitroso-1-propanamin enthalten.